# Chiesanuova
Chiesanuova je jedno z 9 měst (italsky: castello) v San Marinu. S 1 097 obyvateli a rozlohou 5,46 km², je to druhé nejmenší město v zemi.

## Geografie
Chiesanuova sousedí se sanmarinskými městy San Marino a Fiorentino a italskými městy Sassofeltrio, Verucchio a San Leo.

## Historie
Kdysi byl v této oblasti hrad Busignano, jehož obyvatelé se v roce 1320 rozhodli přidat k San Marinu. Název Chiesanuova vznikl v 16. století, během doby, kdy byl přestavován kostel San Giovanniho Battisty in Curte, který již neexistuje.

## Obce
Součástí území města jsou i tyto obce (italsky: curazie):
- Caladino
- Confine
- Galavotto
- Molarini
- Poggio Casalino
- Poggio Chiesanuova
- Teglio

## Galerie

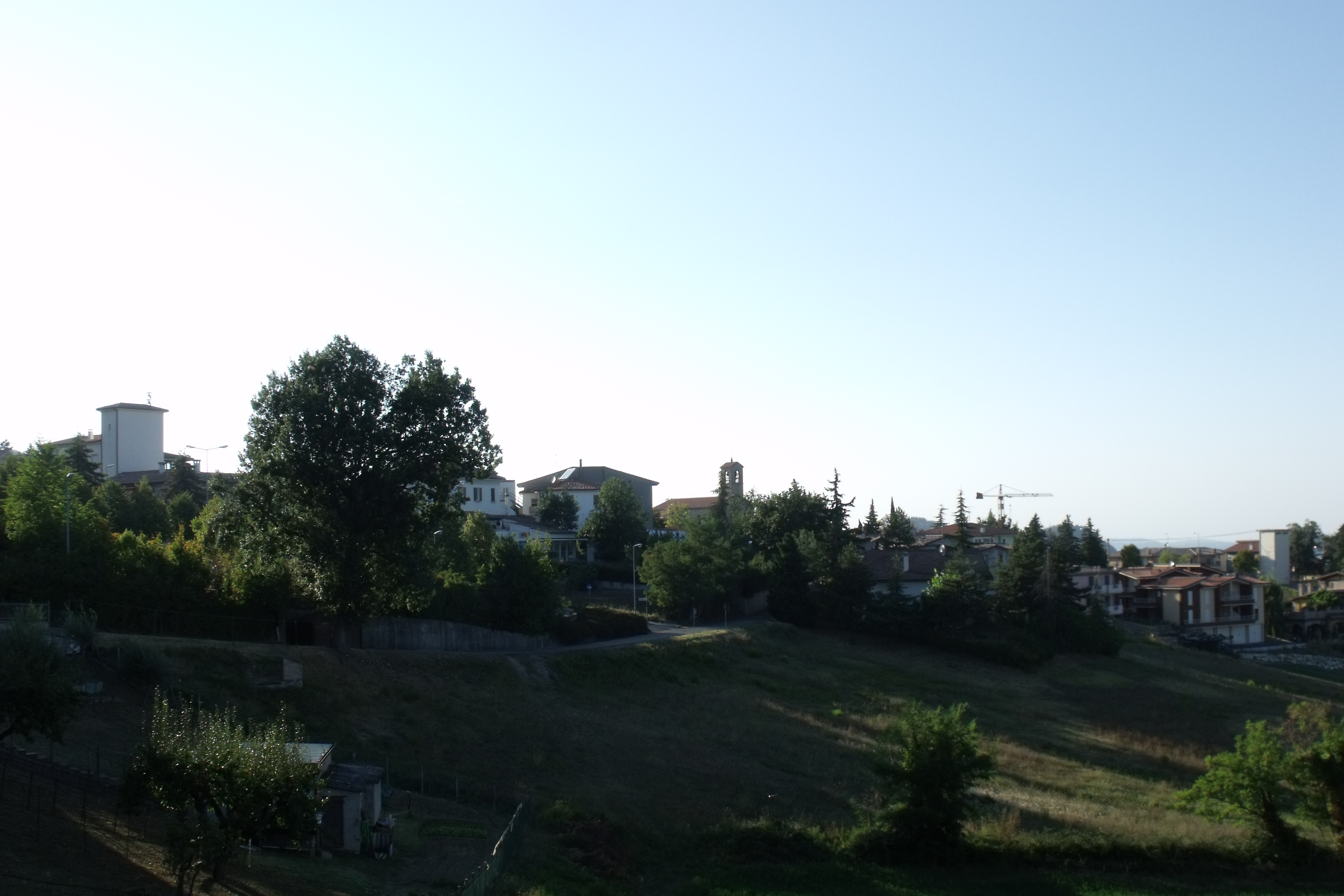
Panorama
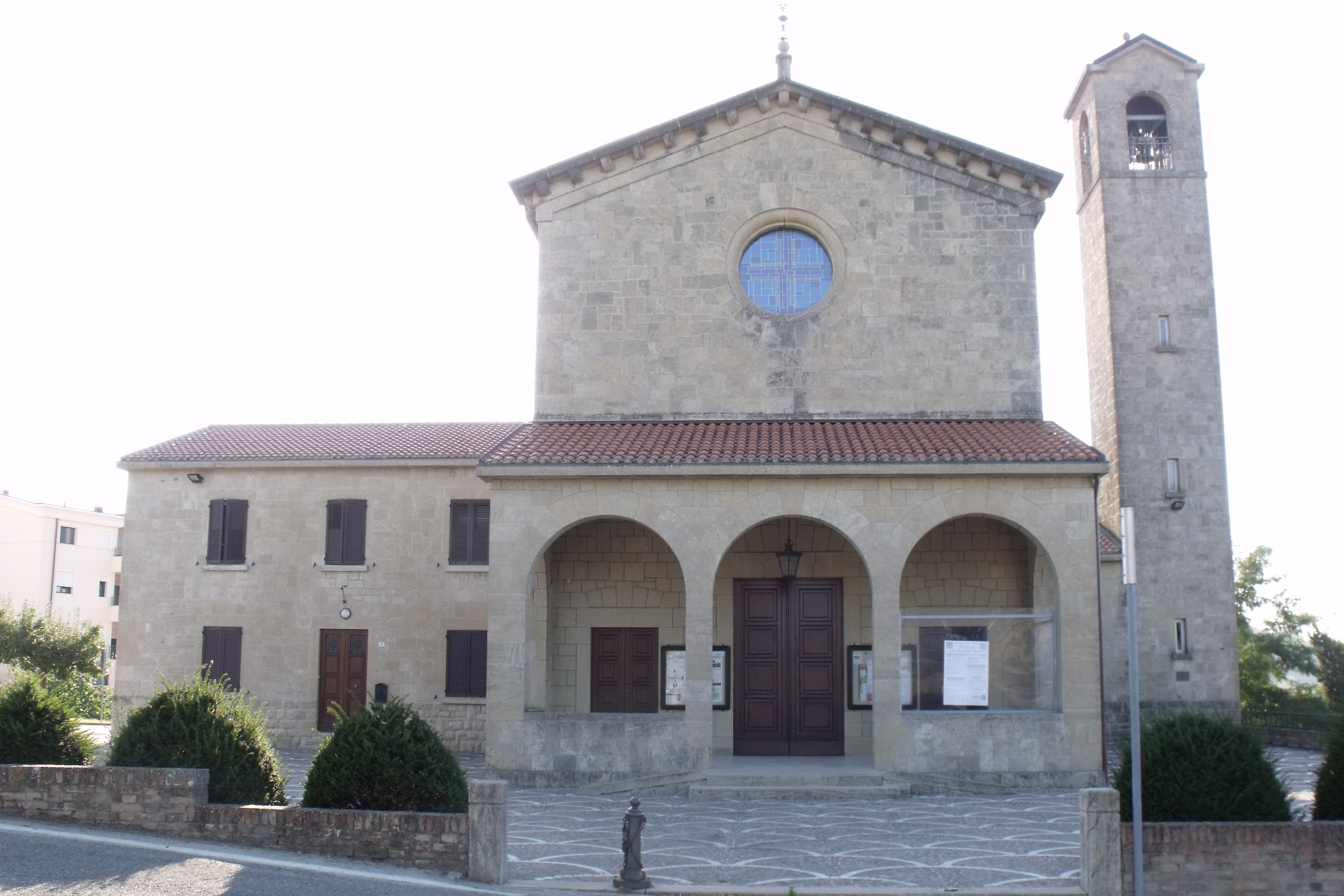
Kostel
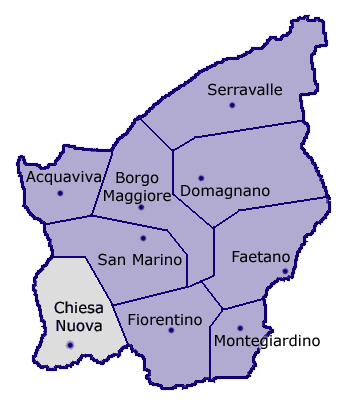
Město na mapě San Marina